# Xã Minnesota Lake, Quận Faribault, Minnesota
Xã Minnesota Lake (tiếng Anh: Minnesota Lake Township) là một xã thuộc quận Faribault, tiểu bang Minnesota, Hoa Kỳ. Năm 2010, dân số của xã này là 190 người.